# مورل (آلمان)
مورل (به آلمانی: Mörel) یک شهر در آلمان است که در Mittelholstein واقع شده‌است.
 مورل  ۲۶۲ نفر جمعیت دارد.